# 諸角敬
諸角 敬（もろずみ けい、1954年7月22日 - ）は、日本の建築家。一級建築士事務所studioA主宰。

## 略歴
1954年、神奈川県・逗子市生まれ。1977年、早稲田大学理工学部建築学科卒業。1977年から82年まで林・山田・中原設計同人。1983-84年、studio Mangiarottiに所属。1985年、studioA設立。
1993年-95年に早稲田大学理工学部建築学科非常勤講師となる。現在、日本大学生産工学部建築学科、工学院大学工学部建築学科にて非常勤講師。また、NPO法人「家づくりの会」理事。

## 作品
- 1988年、鈴木邸／東京建築士会建築住宅賞優秀賞受賞
- 1993年、相模原の家
- 1997年、長者ヶ崎の家
- 2000年、しらかんすビル／複合ビル
- 2003年、カ・ステラ／集合住宅
- 2004年、三角敷地の家／神奈川建築コンクール優秀賞受賞
- 2007年、黒の宝石／神奈川建築コンクール奨励賞受賞、妙蓮寺の二世帯住宅／神奈川建築コンクール奨励賞受賞、cornes名古屋サービス工場
- 2009年、G邸

## 著作
- ワンダリング・カトマンドウ／共著(エクスナレッジ1999年)
- 目を養い、手を練れ／共著(彰国社2003年)
- マンジァロッティーの世界／共訳(建築技術2004年)